# Tanuku
Tanuku ist eine Stadt im indischen Bundesstaat Andhra Pradesh.
Die Stadt ist Teil des Distrikts West Godavari. Tanuku hat den Status einer Municipality. Die Stadt ist in 36 Wards gegliedert. Sie hatte am Stichtag der Volkszählung 2011 insgesamt 72.348 Einwohner.
Die Stadt ist durch einen Bahnhof mit dem Rest des Landes verbunden.